# Pontus Hindrikes
Nils Pontus Mattias Hindrikes Bergström, född 4 april 1990, är en svensk fotbollsspelare som spelar för Malungs IF. Hans morfar, Yngve Hindrikes, är en före detta fotbolls- och ishockeyspelare.

## Karriär
Hindrikes moderklubb är Dala-Floda IF. 2006 gick han över till IK Brage. Inför säsongen 2008 flyttades Hindrikes upp i A-laget. Han spelade totalt 83 seniormatcher och gjorde 10 mål.
Inför säsongen 2012 gick Hindrikes till division 3-klubben Kvarnsvedens IK. Inför säsongen 2015 återvände Hindrikes till IK Brage. I december 2016 förlängde han sitt kontrakt med två år. I december 2017 skrev Hindrikes på ett nytt tvåårskontrakt med klubben. I februari 2019 skrev han på ett nytt treårskontrakt med Brage. Efter säsongen 2021 lämnade Hindrikes klubben och valde att avsluta sin elitfotbollskarriär.
I januari 2022 blev Hindrikes klar för division 4-klubben Malungs IF, där han fick en roll som spelande assisterande tränare. Hindrikes gjorde två mål på 20 matcher under säsongen 2022.